# San Carlos (Veneçuela)
San Carlos és una ciutat de Veneçuela, capital de l'estat de Cojedes i del municipi homònim. Fou fundada el 1678, sota el nom de "villa de San Carlos de Austria". Té una població aproximada de 60.000 habitants.
Es troba en els llanos Alts Centrals, a 152 msnm, a les ribes de la vall del riu Tirgua, que s'anomena riu San Carlos quan passa pel municipi (és afluent del riu Cojedes).
Hi ha funcions administratives, activitats comercials i agroindústries importants que processen arròs, sorgo, tabac i blat de moro. És un centre ramader regional. La ciutat ha pres dinamisme amb el desenvolupament local de l'agricultura irrigada i mecanitzada.
La ciutat va ser seu dels darrers Jocs Nacionals de Veneçuela, per la qual cosa compta amb alguns poliesportius. També podem trobar l'Autòdrom Internacional San Carlos (actualment amb poc ús). Compta amb nuclis de la Universitat Nacional Experimental dels Llanos Occidentals "Ezequiel Zamora" (UNELLEZ-San Carlos), de la Universitat de Carabobo (UC), de la Universitat Nacional Experimental "Simón Rodríguez" (UNESR) i la Universitat Nacional Oberta (UNA), entre d'altres.